# 2丁目3番地
2丁目3番地（にちょうめさんばんち）は、1971年1月2日から3月27日まで日本テレビ系列の『土曜グランド劇場（現・土曜ドラマ）』の枠で放送されたテレビドラマ。全13話。

## 解説
舞台の中心は東京・四谷の美容院。本作では当時、人気絶頂だった石坂浩二と浅丘ルリ子の初共演が話題になり、高視聴率を誇った。二人は、売れないテレビディレクターで妻の尻に敷かれる二枚目半キャラクターの夫（石坂浩二）と、やり手の美容院経営者である妻（浅丘ルリ子）を演じた。当時のウーマンリブを取り込み、弱い夫と強い妻の子育て奮闘記は多くの同世代の視聴者の共感を呼んだ。
タイトル案は「角から三軒目」「人生ど真ん中」「ぼくたちの事情」「花咲く家族」「たんぽぽ戦争」「角を曲がって」など、多く挙がって流れていった末、この「2丁目3番地」に決まったという。このタイトルが好評を得て、ある週刊誌では東京都内の“2丁目3番地”にある美容院を訪れるという企画まで登場したという。
石坂と浅丘、寺尾聰と范文雀は本作での共演がきっかけで結婚した。
なお、続編として、翌1972年1月8日から4月8日まで『3丁目4番地』（さんちょうめよんばんち）が製作され放送されたが、本作に続いて浅丘ルリ子と石坂浩二が共演した。

## キャスト
- 石上平吉：石坂浩二
- 石上冴子：浅丘ルリ子
- 石上雪夫：北井祥行 - 平吉と冴子の息子
- 木下マツ：森光子 - 冴子の母
- 木下洋子：磯野洋子 - 冴子の妹
- 木下秋子：范文雀 - 冴子の妹
- 亜子：水森亜土
- 原田芳雄
- 津上一夫：津川雅彦 - 産婦人科医
- 石上良元：佐野周二 - 平吉の父
- 金田俊吉：藤村俊二
- 高際：寺尾聰 - 秋子の恋人
- 小川平太：黒澤久雄
- 林：三上真一郎
- 眉子：真樹千恵子
- 竹次郎：三代目三遊亭圓右
- 松之助：八代目雷門助六
- 木田三千雄

## スタッフ
- 脚本: 倉本聰、向田邦子、佐々木守、石橋冠
- 演出: 石橋冠、早川恒夫
- プロデューサー: 早川恒夫、中島忠史

## 主題歌
- 『目覚めた時には晴れていた』（作詞：阿久悠、作曲：坂田晃一、歌：赤い鳥（音源は2018年11月14日発売の『坂田晃一／テレビドラマ・テーマトラックス2』に収録されるまでレコード及びCD化されていなかった）、同曲はビリー・バンバン、伝書鳩、朝倉理恵でレコード化された。）